# Dactylospora
Dactylospora Körb (daktylospora) – rodzaj grzybów z rodziny Dactylosporaceae. Zaliczane są do grupy grzybów naporostowych.

## Systematyka i nazewnictwo
Pozycja w klasyfikacji według Index Fungorum: Dactylosporaceae, Lecanorales, Lecanoromycetidae, Lecanoromycetes, Pezizomycotina, Ascomycota, Fungi.
Synonimy nazwy naukowej: Abrothallomyces Cif. & Tomas., Kymadiscus Kohlm. & E. Kohlm., Mycolecidia P. Karst., Mycolecis Clem., Paruephaedria Zukal, Pseudokarschia Velen.
W wyniku zmian w taksonomii większość gatunków została przeniesiona do innych rodzajów.

## Gatunki
- Dactylospora bloxamii (Berk & Broome) Hafellner 1979
- Dactylospora scapanaria (Carrington) D. Hawksw. 2003

Nazwy naukowe na podstawie Index Fungorum.